# Mary, Queen of Scots (1971)
Mary, Queen of Scots is een Brits-Amerikaans historische dramafilm uit 1971, geregisseerd door Charles Jarrott. De film is gebaseerd op het leven van Mary Stuart, koningin van Schotland. De hoofdrollen worden vertolkt door Vanessa Redgrave als het titelpersonage en Glenda Jackson als Elizabeth I.

## Verhaal
Mary Stuart werd al op zes dagen leeftijd koningin. Ze is de laatste rooms-katholieke vorst van Schotland en de rechtmatige troonopvolger van haar nicht Elizabeth I, die kinderloos bleef. Hierdoor komen de protestantse Schotse edelen in opstand tegen hun vorst. Deze doet afstand van de troon ten gunste van haar zoon en zoekt haar toevlucht in Engeland. Daar wordt ze gevangengezet, om 19 jaar later te worden onthoofd.

## Rolverdeling
| Acteur           | Personage                            | Opmerkingen                  |
| ---------------- | ------------------------------------ | ---------------------------- |
| Vanessa Redgrave | Mary, Queen of Scots                 |                              |
| Glenda Jackson   | Koningin Elizabeth I van Engeland    |                              |
| Patrick McGoohan | James Stewart, 1e graaf van Moray    | Mary's halfbroer             |
| Timothy Dalton   | Henry Stuart, Lord Darnley           | Mary's tweede echtgenoot     |
| Nigel Davenport  | James Hepburn, 4e graaf van Bothwell | Mary's derde echtgenoot      |
| Trevor Howard    | Sir William Cecil                    | Elizabeth's adviseur         |
| Daniel Massey    | Robert Dudley, graaf van Leicester   | Elizabeth's geliefde         |
| Ian Holm         | David Riccio                         | Mary's adviseur              |
| Andrew Keir      | Ruthven                              |                              |
| Tom Fleming      | John Ballard                         |                              |
| Robert James     | John Knox                            | Schotse religieuze hervormer |
| Katherine Kath   | Catherine de' Medici                 | Mary's eerste schoonmoeder   |
| Frances White    | Mary Fleming                         | Mary's metgezel              |
| Vernon Dobtcheff | Hertog van Guise                     | Mary's oom                   |
| Raf De La Torre  | Kardinaal van Lorraine               | Haar andere oom              |
| Richard Warner   | Francis Walsingham                   | Elizabeths spionnenmeester   |
| Bruce Purchase   | Graaf van Morton                     |                              |
| Brian Coburn     | Graaf van Huntly                     |                              |
| Richard Denning  | Koning Francis II van Frankrijk      | Mary's eerste echtgenoot     |
| Maria Aitken     | Lady Bothwell                        |                              |
| Jeremy Bulloch   | Andrew                               |                              |

## Muziek
De filmmuziek werd gecomponeerd door John Barry.

## Ontvangst
De film kreeg gemengde recensies, met kritiek op het scenario, de speelduur en historische onjuistheden. De film werd echter geprezen voor de vrouwelijke hoofdrolspelers, de productiewaarden en de muziek. Bij de 44ste Oscaruitreiking was de film genomineerd voor vijf Oscars, waaronder die van beste vrouwelijke hoofdrol voor Vanessa Redgrave.

## Prijzen en nominaties
| Jaar | Prijs                 | Categorie                          | Genomineerde(n)                                  | Uitslag     |
| ---- | --------------------- | ---------------------------------- | ------------------------------------------------ | ----------- |
| 1972 | Academy Award (Oscar) | Beste vrouwelijke hoofdrol         | Vanessa Redgrave                                 | Genomineerd |
| 1972 | Academy Award (Oscar) | Beste productieontwerp             | Terence Marsh, Robert Cartwright en Peter Howitt | Genomineerd |
| 1972 | Academy Award (Oscar) | Beste kostuumontwerp               | Margaret Furse                                   | Genomineerd |
| 1972 | Academy Award (Oscar) | Beste originele dramatische muziek | John Barry                                       | Genomineerd |
| 1972 | Academy Award (Oscar) | Beste geluid                       | Bob Jones en John Aldred                         | Genomineerd |
| 1972 | Golden Globe          | Beste film - drama                 | Beste film - drama                               | Genomineerd |
| 1972 | Golden Globe          | Beste actrice in een film – drama  | Vanessa Redgrave                                 | Genomineerd |
| 1972 | Golden Globe          | Beste actrice in een film – drama  | Glenda Jackson                                   | Genomineerd |
| 1972 | Golden Globe          | Beste script                       | John Hale                                        | Genomineerd |
| 1972 | Golden Globe          | Beste filmmuziek                   | John Barry                                       | Genomineerd |